# Władca lalek (seria filmowa)
Władca lalek – horrorowa seria filmowa Full Moon Features, która wciąż się powiększa od 1989 r.

## Filmy
| Filmy                                            | Reżyseria                    | Scenariusz                                          | Produkcja                                                           |
| Władca lalek (1989)                              | David Schmoeller             | Charles Band i Kenneth J. Hall                      | Hope Perello i Charles Band                                         |
| Władca lalek 2 (1990)                            | Dave Allen                   | David Pabian                                        | Charles Band                                                        |
| Zemsta Toulona (1991)                            | David DeCoteau               | Charles Band, C. Courtney Joyner i David Schmoeller | Charles Band                                                        |
| Władca lalek 4 (1993)                            | Jeff Burr                    | Charles Band                                        | Charles Band                                                        |
| Władca lalek 5: Ostatnia walka (1994)            | Jeff Burr                    | Charles Band i Keith S. Payson                      | Jo Duffy                                                            |
| Władca lalek 6: Przekleństwo władcy lalek (1998) | David DeCoteau               | Benjamin Carr i David Schmoeller                    | Charles Band, Gordon Gustafson i Kirk Edward Hansen                 |
| Władca lalek 7: Wspomnienia władcy lalek (1999)  | David DeCoteau               | Charles Band                                        | Benjamin Carr i David Schmoeller                                    |
| Władca lalek – Spuścizna (2003)                  | Charles Band                 | C. Courtney Joyner i David Schmoeller               | Charles Band                                                        |
| Władca lalek kontra demoniczne zabawki (2004)    | Ted Nicolaou                 | Courtney Joyner i David S. Goyer                    | Alan Bursteen i Cary Glieberman                                     |
| Władca lalek: Oś zła (2010)                      | David DeCoteau               | Charles Band i August White                         | Charles Band                                                        |
| Władca lalek 10: Powstanie osi (2012)            | Charles Band                 | Charles Band i Shane Bitterling                     | Charles Band                                                        |
| Władca lalek: Upadek Osi (2017)                  | Charles Band                 | Roger Barron                                        | Charles Band                                                        |
| Puppet Master - 30. rocznica (2018)              | Sonny Laguna i Tommy Wiklund | S. Craig Zahler                                     | Lorenzo di Bonaventura, Mark Vahradian, Dallas Sonnier, Jack Heller |
| Blade: The Iron Cross (2020)                     | John Lechago                 | Roger Barron                                        | Charles Band                                                        |
| Puppet Master: Doktor Death (2022)               | Dave Parker                  | James Quinn                                         | Charles Band, William Butler                                        |

## Chronologiczna kolejność ukazywanych wydarzeń
Wydarzenia w większości filmów serii są ukazane w pomieszanej, nie zrozumiałej dla widza kolejności, dlatego lista poprawnie układa się tak:

### Władca lalek 7: Wspomnienia władcy lalek
Jest rok 1944. Andre Toulon, przebywający w Niemczech, postanawia uciec do Szwajcarii. Jednak tuż przed realizajcą swojego planu, postanawia wrócić do przeszłości i przypomnieć sobie wszystko, co tyczyło się jego samego, oraz historii podarowania mu sekretu o ożywiania martwych przedmiotów.

### Zemsta Toulona
Akcja toczy się w 1941 r. (w przeciwieństwie do 1 części, która mówi o samobójstwie Toulona w 1939 r., a więc powinien być w filmie rok 1936) podczas II Wojny Światowej w Berlinie. Naukowiec Doktor Hess jest zmuszony przez nazistów, szczególnie przez Gestapowca Majora Krausa, do stworzenia leku mogącego ożywiać zwłoki zabitych niemieckich żołnierzy, aby później użyć ich jako „mięso armatnie”, ale bezskutecznie.

### Władca lalek: Oś zła
Szpieg pragnie poznać sekret laleczek. Dochodzi do porozumienia z hitlerowcami i wspólnie zastawiają pułapkę na braci strzegących kukiełek. Zabijają jednego z braci, wraz z ich matką. Ocalały brat postanawia się zemścić, w tym celu ożywia ostatnią laleczkę krwią zabitego tworząc lalkę NINJA, gotową rozprawić się z nazistami.

### Władca lalek 10: Powstanie osi
Ciąg dalszy akcji z filmu Władca Lalek: Oś zła.

### Władca lalek
Akcja toczy się w czasach kręcenia filmu, a więc przełomie lat 80 i 90 XX w. w hotelu, w którym Toulon w 1939 r. popełnił samobójstwo. W tej części filmu lalki pojawiają się w najmniejszej ilości scen spośród części serii.

### Władca lalek 2
Akcja toczy się w czasach kręcenia filmu, a więc przełomie lat 80 i 90 XX w. w hotelu, w którym Toulon w 1939 r. popełnił samobójstwo. Będzie on próbował odzyskać zabitą przez nazistów żonę, a do tego posłuży się zamieszkałymi w „rzekomo” jego hotelu badaczami nadprzyrodzonych zjawisk.

### Władca lalek 4
Akcja toczy się w czasach kręcenia filmu, a więc pierwszej połowie lat 90 XX w. w hotelu, w którym Toulon w 1939 r. popełnił samobójstwo. Grupka nastolatków będzie musiała stawić czoła trzem lalkom demona Sutekha.

### Władca lalek 5: Ostatnia walka
Akcja toczy się bezpośrednio po zakończeniu jej w 4 części serii i de facto jest jej kontynuacją w 5 części. Miał to być ostatni film serii, ale później powstało jeszcze następne 5 (stan na 2012 r.).

### Władca lalek 6: Przekleństwo władcy lalek
Pan Magrew jest aktualnie posiadaczem laleczek Toulona. Próbuje on usilnie ożywić swoje własne twory, ale nie udaje mu się to. Pewnego dnia dostrzega talent młodego chłopaka, który pracuje na stacji benzynowej.

### Władca lalek – Spuścizna
Małoletni pomocnik Andre Toulona w czasie II wojny światowej, Peter Hertz, zdecydował się opowiedzenia historii lalkarza i jego lalek pewnej grożącej mu bronią kobiecie. Film ten jest praktycznie połączeniem scen ze wcześniejszych części serii, by wyjaśnić to wszystko, o czym nie było mowy.

### Władca lalek kontra demoniczne zabawki
Prawnuk Andre Toulona, Robert wraz ze swoją córką Alexandrą, pragną poznać magiczną formułę, dzięki której będą mogli ożywić martwe przedmioty. Gdy udaje im się ożywić laleczki jego pradziadka, pragną zamienić Boże Narodzenie w koszmar. Oprócz tego przedsiębiorcza bisneswoman wysyła do walki i lalkami swoje ożywione zabaweczki.

## Kino domowe

### VHS
Większość filmów serii wydano direct to video na VHS.

### DVD
Niewiele filmów wydano na DVD.

### Blu-ray
Pierwszy film wydano ekskluzywnie na Blu-ray 27 lipca, 2010 r. 18 września, 2012 r., pierwsze trzy części serii wydano na Blu-ray jako jeden komplet, drugi i trzeci film również ma zremasterowany ekran typu 16:9.

### Digital
Od grudnia 2008, dzięki zezwoleniu Charlesa Banda pierwszy film z 1989 r. można ściągać w sklepie iTunes Store.